# Institut finlandais de recherche forestière
L’institut finlandais de recherche forestière (Metsäntutkimuslaitos), souvent abrégé en Metla, est une agence publique en activité depuis juillet 1918.

## Présentation
Dépendant du ministère de l’Agriculture et des Forêts du gouvernement de Finlande. Fondée en 1917, sa mission est de promouvoir, par la recherche, l’exploitation et la gestion économiquement, écologiquement et socialement durable des forêts. La Metla est l’un des plus importants institut de recherche sur la forêt et la sylviculture, disposant d’un budget annuel d’environ 40 millions d’euros et de neuf unités de recherche principales. 